# Aminorex
L'aminorex (Menocil, Apiquel, aminoxaphen, aminoxafen, McN-742) est un médicament stimulant et anorexigène (engendrant la perte d'appétit), découvert en 1962 et retiré du marché en 1972 car il cause l'hypertension pulmonaire. Il fait partie du tableau IV de la convention sur les substances psychotropes de 1971. Aux États-Unis, ce produit est illégal et classé dans la liste I du Controlled Substances Act car il présente un fort potentiel de mésusage, aucun emploi médical reconnu et un profil de sécurité insuffisant.

## Histoire
L'aminorex est découvert en 1962 par Edward John Hurlburt et développé par McNeil Laboratories (en). Ses effets anorexigènes sont découverts sur des rats en 1963. Le produit est mis sur le marché sur ordonnance médicale en tant que suppresseur d'appétit en Allemagne, en Suisse et en Autriche en 1965, mais il est retiré en 1972 car il entraîne l'hypertension pulmonaire chez environ 0,2 % des usagers et plusieurs patients décèdent alors qu'ils prennent ce traitement,.
L'aminorex appartient à la famille des 2-amino-5-aryloxazolines où on trouve entre autres le 4-methylaminorex, le clominorex, le cyclazodone, et le fluminorex. Par ailleurs, il a un effet stimulant sur le système locomoteur, effet dont la puissance est à mi-chemin entre la dextroamphétamine et la méthamphétamine. Ses effets sont attribués à la secrétion de catécholamines. Il peut être un métabolite du lévamisole, un vermifuge utilisé parfois pour adultérer la cocaïne,.